# Договор ренты
Догово́р ре́нты — соглашение, в соответствии с которым одна сторона (получатель ренты) передает другой стороне (плательщику ренты) в собственность имущество, а плательщик ренты обязуется в обмен на полученное имущество периодически выплачивать получателю ренты определённую денежную сумму (рентные платежи) либо предоставлять средства на его содержание в иной форме ( оплата коммунальных услуг, покупка продуктов, социально-бытовой уход и др.).

## Договор ренты в России
В настоящее время в России нормативно-правовое регулирование договора ренты осуществляется общими, а отдельные разновидности договора — специальными нормами о ренте, закреплёнными в Гражданском кодексе.
По своему характеру договор ренты является возмездным, реальным и односторонне обязывающим.

### История
Именно с вступлением в силу второй части Гражданского кодекса в 1996 году договор ренты получил подробную регламентацию. Таким образом, для российского законодательства конца 90-х годов XX века институт ренты являлся относительно новым. Он отсутствовал в дореволюционном гражданском праве, хотя и был известен российской цивилистике. Так, отечественный учёный-правовед К. П. Победоносцев утверждал:
Наше законодательство не имеет особого разряда для договора ренты и не упоминает о нём. Однако, по общему правилу статей 1528 и 1530 Свода законов гражданских, возможно и у нас заключение подобного договора, — впрочем, едва ли по отношению к недвижимому имению.
Попытка законодательного закрепления института ренты имела место в 1913 году в проекте главы XIX Гражданского уложения, которая называлась «Пожизненный доход (рента) и пожизненное содержание». Статья 1100 проекта содержала определение договора о пожизненном доходе (ренте) и договора о пожизненном содержании как его разновидности. Договор постоянной ренты, известный современному законодательству, не упоминался.
В Гражданском кодексе РСФСР 1922 года договорная модель, подобная ренте, отсутствовала, поскольку советская идеология исключала соответствующие отношения, определяя их как ростовщические. Вместе с тем в период НЭПа были зафиксированы многочисленные случаи продажи жилых домов при условии предоставления продавцу пожизненного содержания. Такие сделки, как правило, признавались судами недействительными. Однако из этой практики допускались исключения в случаях, когда признание такой сделки недействительной могло нанести вред более слабой стороне, то есть продавцу.
В условиях социально-экономической ситуации, сложившейся в годы и после окончания Великой Отечественной войны, советский законодатель вновь столкнулся с необходимостью урегулирования рентных отношений. Гражданский кодекс РСФСР 1964 года узаконил возможность заключения договора ренты, но при этом существенно ограничил её. Так, продажа индивидуального жилого дома с условием пожизненного содержания продавца допускалась, если в роли иждивенца выступало нетрудоспособное лицо.

### Разновидности договора ренты
Различают следующие виды договора ренты:
- Договор постоянной ренты
- Договор пожизненной ренты
- Договор пожизненного содержания с иждивением.

### Стороны договора
Сторонами в договоре ренты являются получатель ренты — рентный кредитор и плательщик ренты — рентный должник.
Рентный кредитор — лицо, передающее своё имущество в собственность другого лица (рентного должника) с целью получения дохода (ренты) в течение длительного периода времени. Получателем ренты могут выступать физические лица (по договору постоянной или пожизненной ренты, по договору пожизненного содержания с иждивением), а также некоммерческие организации (по договору постоянной ренты), если это не противоречит закону и соответствует целям их деятельности. Коммерческие организации не могут быть получателями ренты, так как это противоречит самой сущности ренты, которая предполагает невовлеченность в создание дохода, получаемого ренте.
Получатель ренты может не совпадать с лицом, передающим имущество под выплату ренты (например, пожизненная рента может быть установлена одним гражданином в пользу другого гражданина или группы граждан — так называемый договор в пользу третьего лица).
Рентный должник — лицо, обязанное в обмен на полученное в собственность имущество выплачивать передавшему его лицу (рентному кредитору) доход (ренту) в течение длительного периода времени. В качестве плательщиков ренты могут выступать любые физические и юридические лица в соответствии с их правосубъектностью.

### Предмет договора
Предметом договора ренты выступает только индивидуально-определённое имущество, находящееся на праве собственности, а именно: вещи — как движимые, так и недвижимые, наличные деньги и документарные ценные бумаги. Таким образом, не могут быть предметом договора ренты имущественные права, в том числе безналичные деньги и иные права требования, бездокументарные ценные бумаги, а также работа и услуги, информация, исключительные права и личные нематериальные блага.
Различия в правовом режиме имущества, которое может быть предметом договора ренты, предопределяют особенности порядка его отчуждения под выплату ренты. Так, возмездное отчуждение под выплату ренты недвижимого имущества потребует соблюдения норм о порядке передачи недвижимого имущества во исполнение договора продажи недвижимости; отчуждение под выплату ренты ценных бумаг потребует соблюдения предписаний о порядке передачи прав по ценной бумаге и т. д.

### Рентные платежи
По общему правилу, договор ренты является возмездным, если соглашением сторон не предусмотрено иное. Иначе говоря, помимо рентных платежей, получатель ренты имеет право на встречное представление (плату) при передаче имущества под выплату ренты. Если отчуждение имущества предполагается возмездным, то к соответствующей сделке субсидиарно применяются правила о договоре купле-продажи. В случае безвозмездного отчуждения имущества сторонам, кроме специальных правил о том или ином виде ренты, следует также руководствоваться нормами, регулирующими договор дарения.
В качестве рентных платежей могут выступать:
- Деньги, либо эквивалентное по стоимости: предоставление вещей, выполнение работ или оказание услуг — в договоре постоянной ренты.
- Только деньги — в договоре пожизненной ренты.
- Деньги, либо иждивение, то есть содержание и уход: обеспечение жильем, питанием, одеждой, лекарствами и др. — в договоре пожизненного содержания с иждивением.

Форма предоставления рентных платежей устанавливается соглашением сторон и может быть комбинированной (например, одна часть ренты выплачивается деньгами, а другая — предоставлением услуг).
В целях защиты интересов рентного кредитора, при безвозмездной передаче имущества, закон определяет минимальный размер постоянной и пожизненной ренты, а также минимальную стоимость общего объема содержания с иждивением. Законом также предусмотрено обязательное увеличение размера ренты пропорционально увеличению величин прожиточного минимума. При возмездной передаче имущества (с оплатой плательщиком ренты единовременной выплаты) размер ежемесячных рентных платежей устанавливается по усмотрению сторон, как и индексация или фиксирование рентного платежа.
Право на рентные платежи возникает у рентного кредитора только после передачи имущества под выплату ренты; с этого же момента возникает обязанность по выплате рентных платежей у рентного должника. Таким образом, договор ренты относится к числу реальных.
Обязательство по выплате рентных платежей является длящимся, так как договор заключается на срок жизни получателя ренты или бессрочно, и подлежит систематическому исполнению. Поэтому закон устанавливает ряд правил о форме и способах обеспечения исполнения обязательства по выплате ренты.
В случае просрочки выплаты рентных платежей плательщик ренты обязан уплатить получателю ренты проценты, размер которых определяется законом, либо договором.

### Срок договора
Пожизненная рента может быть установлена на период жизни гражданина, передающего имущество под выплату ренты, либо на период жизни другого указанного им гражданина. Постоянная рента устанавливается бессрочно.

### Форма договора
Договор ренты должен быть заключён в письменной форме и удостоверен нотариусом. Если договор предусматривает отчуждение недвижимого имущества под выплату ренты, то он подлежит государственной регистрации. Рентное обременение также должно быть зарегистрировано.
Если стороны нарушат требования о нотариальном удостоверении договора ренты, то он будет считаться недействительным (ничтожным). Если договор о передаче под ренту недвижимого имущества будет нотариально удостоверен, но не подвергнут государственной регистрации, он будет считаться незаключенным, так как закон не содержит указания на его недействительность.

### Существенные условия договора
Существенные условия договора ренты зависят от его разновидности. Общим для всех видов договора ренты существенным условием является, во-первых, его предмет. Под выплату постоянной и пожизненной ренты может быть передано любое имущество, тогда как объектом договора пожизненного содержания с иждивением выступает исключительно недвижимое имущество.
Во-вторых, к таким условиям относится обязанность рентного должника обеспечить интересы рентного кредитора. Таким образом законодатель стремится защитить интересы последнего.

### Защита интересов рентного кредитора
Средства защиты интересов рентного кредитора различаются в зависимости от правового режима имущества.
1. Если под выплату ренты передается движимое имущество, то в качестве таких средств могут использоваться[23]:
  - Способы обеспечения исполнения обязательств по уплате ренты: залог, задаток, неустойка, удержание, поручительство; либо
  - Страхование риска ответственности за неисполнение или ненадлежащее исполнение обязательства по выплате ренты в пользу рентного кредитора.
2. Если под выплату ренты передается недвижимость, то в качестве обеспечительной меры применяется залог (ипотека). Таким образом, отчуждение обременённого рентой недвижимого имущества возможно только с согласия получателя рентных платежей как залогодержателя.

Рентное обременение следует за имуществом и связывает лиц, в собственности которых побывало это имущество, субсидиарной ответственностью, если законом или договором не предусмотрена солидарная ответственность.
Неисполнение рентным должником обеспечительных условий договора, а также их утрата или ухудшение по обстоятельствам, за которые рентный кредитор не отвечает, даёт последнему право расторгнуть договор и потребовать возмещения убытков.

### Риски
Договор ренты относится к числу алеаторных, то есть носящих рисковый характер. Он проявляется в том, что один из контрагентов может фактически получить встречное удовлетворение меньшего объема, чем сам предоставит, так как объем рентных платежей является неопределенным ввиду неопределённости же срока выплаты ренты.
Риск случайной гибели или повреждения имущества при этом рассматривается с точки зрения прекращения или продолжения обязательств по выплате рентных платежей. В договоре постоянной ренты риск несёт рентный должник, если он получил имущество под выплату ренты безвозмездно; в случае гибели или повреждения имущества он не освобождается от обязанности по уплате рентных платежей. Если договор ренты был заключён на возмездных началах, то при случайной гибели имущества рентный должник может потребовать расторжения договора или изменения его условий. В договоре пожизненной ренты риск не зависит от того, было имущество отчуждено возмездно или безвозмездно.

## Договор пожизненного содержания на Украине
В украинском законодательстве для договора пожизненной ренты используется термин “Договор пожизненного содержания”.  Договор пожизненного содержания является разновидностью договора отчуждения имущества, который предусматривает, что одна сторона (отчуждатель) передает второй стороне (приобретателю) в собственность жилой дом, квартиру или их часть, другое недвижимое или движимое имущество, имеющее значительную ценность, взамен чего приобретатель обязуется обеспечивать отчуждателя содержанием и (или) уходом пожизненно (статья 744 Гражданского кодекса Украины).
Договор пожизненного содержания (ухода) является альтернативой договору купли - продажи в тех случаях, когда лицо при жизни намерено, но при определенных условиях, распорядиться имуществом, принадлежащим ему по праву собственности. Также этот договор может рассматриваться как альтернатива наследственному договору или договору дарения. В то же время, правовые последствия заключения таких договоров существенно отличаются.

## Договор ренты в Европе
В европейском законодательстве договор ренты известен со времён средневековья. Причиной возникновения и развития рентных отношений в Европе, по мнению французского цивилиста Л. Ж. Морандьера, стала, во-первых, бедность, а во-вторых — запрет как светскими, так и церковными властями процентных займов, которые были объявлены ростовщичеством.
Это был стеснительный запрет, и люди изощрялись в его обходах. В частности, для этого пользовались договором об установлении ренты. Заемщик, который получал капитальную сумму, принимал на себя не обязанность уплачивать проценты на эту сумму и возвратить её, а неопределенную обязанность выплачивать кредитору ежегодную ренту. Собственник, желавший продать своё недвижимое имущество, легче находил приобретателя, желавшего выплатить ему вечную ренту, чем такого, который бы согласился уплатить капитальную сумму, ибо изобилия наличных денег не было.